# امیرخان (زابل)
امیرخان روستایی است در بخش بخش مرکزی شهرستان هیرمند، استان سیستان و بلوچستان.
این روستا در۲۴ کیلومتری جنوب شرقی شهر زابل و ۷ کیلومتری جنوب غربی شغالک و در منطقه‌ای دشت قرار دارد . ارتفاع آن از سطح دریا ۴۷۰ متر و آب و هوای آن گرم و خشک است.

## منبع
- عباس جعفری (۱۳۸۴)، گیتاشناسی ایران جلد سوم